# Реджио, Исаак Самуил
Исаак Самуил Реджио (итал. Isaac Samuel Reggio; 1784—1855) — австро-итальянский еврейский учёный и библейский переводчик: перевёл на итальянский язык книгу Исаии (в стихах, 1831), Иошуи и Руфи. Инициатор основания в Падуе раввинской семинарии. Также много рисовал, и после него осталось около двухсот портретов, картин и рисунков.

## Биография и деятельность
Родился в Герце, в старинной раввинской семье, получил прекрасное воспитание. Еврейскому языку и раввинской литературе он обучался под руководством своего отца, Авраама Виты, занявшего впоследствии пост раввина в родном городе. Уже в молодые годы Исаак Реджио владел несколькими европейскими и семитскими языками; он рисовал и проявил большие способности в математических науках. В 1802 году газета «Neuwieder Zeitung» опубликовала его решение трудной математической задачи; открытый им новый способ доказательства Пифагоровой теоремы был одобрен знаменитым французским математиком Коши.
Когда провинция Иллирия перешла (1810) к Франции, французский губернатор Мармон назначил Исаака Реджио профессором и ректором (канцлером) лицея; по переходе провинции снова (1815) к Австрии Реджио, как еврей, был вынужден оставить эту должность. После смерти отца он занимал в течение нескольких лет раввинский пост в родном городе. Обладая значительными материальными средствами, Исаак Реджио весь досуг посвящал научным занятиям. Как у большинства еврейских писателей той эпохи, первые литературные опыты Реджио были стихи (еврейские и итальянские). Дальнейшие работы Реджио посвящены преимущественно религиозной философии, библейской экзегезе и каббале. Первая его опубликованная (1818) работа, «Maamar Τοrah min ha-Schainajim» (о божественном происхождении еврейского закона), стала предисловием к изданному им три года спустя итальянскому переводу Пятикнижия, снабжённому еврейским комментарием.
Когда в 1822 г. издан был императорский декрет, что каждый кандидат на раввинский пост должен обладать также светским и философским образованием, Исаак Реджио опубликовал в Венеции на итальянском языке воззвание о необходимости основать раввинскую семинарию, где наряду с богословскими науками должны преподаваться также философия и общеобразовательные предметы. По его инициативе и была основана в Падуе раввинская семинария, для которой он же выработал статуты и программу занятий. Когда же со стороны некоторых раввинов старой школы проявилось отрицательное отношение к новой раввинской семинарии, Реджио опубликовал приобретший значительную известность труд «Ha-Torah we-ha-Philosophiah» (1827), в котором старался примирить еврейскую религию со светскими науками, подчеркивая, что правильное понимание первой невозможно без последних.
Когда Г. Риссер стал в своем органе «Der Jude» пропагандировать идею эмансипации, Реджио высказал мысль, что, добиваясь равноправия, еврейство должно прежде всего позаботиться о реформе обрядового культа, дабы сделать его более приспособленным к потребностям современности.
Реформистские взгляды Исаака Реджио особенно проявились во второй части его «Bechinat ha-Kabbalah» (1852), являющейся пояснением и разбором антиталмудического полемического труда Леоне де Модены «Kol Schachal», опубликованного им в первой части. Реджио особенно подчёркивал, что постановления талмудистов имеют лишь временный характер и Талмуд следует рассматривать не как религиозный «кодекс», а всего лишь как «протокол», куда заносились разные мнения. Реформистские взгляды Исаака Реджио вызвали неудовольствие в консервативных кругах, и высказывалось даже подозрение, будто «Kol Schachab» написан не Моденой, a составлен самим Реджио.

## Труды
Главные труды Исаака Реджио:
- итальянский перевод Пятикнижия с еврейским комментарием (1821),
- «Гаттора вегафилусуфия» («Религиозное учение и философия», 1827; о возможности примирения свободного исследования с верой),
- «Иггерот Иошер» («Iggerot Jaschar», собрание статей Реджио по вопросам экзегетическим, философским и историко-литературным, 1834—1836),
- «Examen traditionis» (1852; в защиту традиции).

Кроме многочисленных статей в «Bikkure ha-Ittim», «Kerem Chemed» и «Ozar Nechmad», Исаак Реджио опубликовал:
- «Веchinat ha-Dat» (религиозно-философский труд Илии дель Медиго, переиздан с комментарием и примечаниями, 1833);
- «Maamar ha-Tiglachat» (1837);
- «Mafteach el Megillat Ester» (критическое исследование о книге Эсфири, 1841);
- «Mazkeret Jaschar» (автобиографический очерк, 1849);
- «Jalkut Jaschar» (сборник статей, 1854).

Исаак Реджио редактировал еврейский отдел альманаха «Bikkure ha-Ittim he-Chadasch» (1845) и еврейское приложение к «Centralorgan» Буша «Meged Geresch Jerachim» (1849).
Перевёл на итальянский язык полемику Мендельсона с Лафатером. Много рукописей Исаака Реджио остались неизданными.